# International Council on Systems Engineering
 (août 2018).
Si vous disposez d'ouvrages ou d'articles de référence ou si vous connaissez des sites web de qualité traitant du thème abordé ici, merci de compléter l'article en donnant les références utiles à sa vérifiabilité et en les liant à la section « Notes et références ».
L'International Council on Systems Engineering (INCOSE)  est une organisation à but non lucratif — de type société savante — destinée à la promotion de l'ingénierie des systèmes, à son développement et à son usage auprès des ingénieurs systèmes. 
La mission de l’INCOSE est de favoriser la définition, la compréhension et la pratique de l'ingénierie des systèmes dans l'industrie, le monde universitaire et le gouvernement.
En France, l'INCOSE est représentée par l'Association AFIS (Association Francaise d'Ingénierie Système) fondée en 1998.